# Réservoir Robert-Bourassa
Pour les articles homonymes, voir Robert Bourassa et Bourassa.
Le Réservoir Robert-Bourassa est situé dans la région administrative du Nord-du-Québec, dans la municipalité de Eeyou Istchee Baie-James, au Nunavik, au Québec, au Canada.

## Géographie
Le réservoir Robert-Bourassa est situé à l'est de Chisasibi, à l'est de la Baie d'Hudson et à l'ouest du réservoir La Grande 3. Ce deuxième plus grand réservoir du Québec se déverse du côté ouest dans La Grande Rivière laquelle coule tout droit vers l'ouest pour se déverser sur le littoral est de la baie James.

## Toponymie
Cette désignation toponymique évoque la mémoire de l'ancien premier ministre Robert Bourassa (Montréal, 1933 - Montréal, 1996), qui a été le 22e premier ministre du Québec. 
Le toponyme Réservoir Robert-Bourassa a été officialisé le 13 décembre 1996 à la Banque des noms de lieux de la Commission de toponymie du Québec.